# Aubergine
Aubergine (Solanum melongena) er en op til 1,5 meter høj plante med lavendelblå blomster. Aubergine dyrkes for sine frugter, der findes i mange varianter. De typiske er aflange eller ægformede og violette i farven. Aubergine tilhører samme familie som kartoffel og tomat, men den stammer oprindelig fra Sydøstasien. 

## Sorter
Auberginer findes i mange forskellige sorter, der giver vidt forskellige frugter. Den mest kendte i Danmark er den violette variant – hvis farve også kendes som auberginefarvet.
Andre varianter er små og runde, stribede eller ægformede. Det engelske navn er eggplant – og den kaldes også ægplante på dansk.

## Anvendelse
Auberginer kan grilles, dampes, gratineres, paneres og indbages. Aubergine indgår i traditionelle middelhavsretter som Ratatouille, İmam bayıldı og Moussaka.
Frugtkødet er hvidt og svampet i konsistensen, og de store violetfarvede frugter skrælles ofte før brug, da skrællen har en bitter smag. De småfrugtede sorter kan spises med skræl. 